# Fernando Garreaud
 (octobre 2018).
Si vous disposez d'ouvrages ou d'articles de référence ou si vous connaissez des sites web de qualité traitant du thème abordé ici, merci de compléter l'article en donnant les références utiles à sa vérifiabilité et en les liant à la section « Notes et références ».
Fernando Garreaud (1870-1929) est un photographe chilien d'ascendance française, né au Chili en 1870.
Ses parents furent le photographe français basé à Lima, Émile Garreaud et Marie-Christiane-Adèle Tessier. Très jeune, il déménage à Lima, puis se charge de l'entreprise à la mort de son père.
Son œuvre la plus importante est l'album República Peruana, qui a peut-être compté sur le soutien du gouvernement de Nicolás de Piérola pour pouvoir mener à bien une telle œuvre qui requerrait de voyager sur une grande partie du territoire péruvien pour être gravée sur des plaques de verre.
Garreaud est mort en 1929 à Buenos Aires. La Bibliothèque nationale du Pérou expose beaucoup de photographies de l'étude Garreaud en particulier un des deux exemplaires de l'album Repùblica Peruana qui existent dans le pays.

## Référence
- (es) Cet article est partiellement ou en totalité issu de l’article de Wikipédia en espagnol intitulé « Fernando Garreaud » (voir la liste des auteurs).